# کنت مک‌گوون
کنت مک‌گوون (انگلیسی: Kenneth Macgowan؛ ۳۰ نوامبر ۱۸۸۸ – ۲۷ آوریل ۱۹۶۳) یک تهیه‌کننده اهل ایالات متحده آمریکا بود.

## فیلم‌شناسی
- آنی در گرین گیبلز
- بکی شارپ
- جین ایر
- آوریل افسون‌شده
- لویدز لندن